# 胡簶神社
胡簶神社（ころくじんじゃ）は、長崎県対馬市上対馬町にある神社。『延喜式神名帳』に記された式内社の胡簶神社、胡簶御子神社、和多都美御子神社の論社。

## 祭神
表津少童命 (うわつわたつみのみこと)
中津少童命 (なかつわたつみのみこと)
底津少童命 (そこつわたつみのみこと)
宇都志日金拆命 (うつしひかなさくのみこと)
豊玉彦命 (とよたまひこのみこと)

## 概要
神功皇后の三韓征伐の時に、皇軍は当社の沖に停泊していたが、碇が海底に沈んだので、安曇磯良が潜って引き上げたという伝承がある。